# 課税通報制度
課税通報制度（かぜいつうほうせいど）は、刑事事件等の捜査において発覚した不法収益に関して、発見した当局が税務当局に通報することを制度化したものである。 

## 概要
課税通報制度は、暴力団の資金源対策の一環として、「暴力団構成員等に対する課税措置の促進について」（平成31年3月22日付け警察庁丙暴発第8号ほか）により運用されるもので、捜査を通じて把握した暴力団構成員等の収益について税務当局に通報し、税務当局が課税及び徴収措置をとることによって、暴力団の資金源を封圧することを目的とする。
課税通報は、税務当局による税務調査等を開始するための「端緒」であり、企業等からの賛助金、寄付金等の名目で得た収益など、合法非合法を問わず、あらゆる所得について脱税容疑等の課税対象事案を認知した警察本部の事件主管課長又は警察署長は速やかにこれを警察本部長に報告し、通報した事案について税務当局から共同捜査の申入れ又は資料の提供要請等があった場合は、警察本部の事件主管課長又は警察署長は捜査に支障のない範囲において積極的に協力することとされている。
税務当局との連絡責任者として、管区警察局にあっては広域調整第一課長、都道府県警察にあっては原則として暴力団犯罪取締主管課長を連絡窓口担当者とし、連絡窓口担当者が設置されていない所属については、課税通報に関わる当該事案を担当する所属の長を連絡担当者とする。
連絡窓口担当者及び連絡担当者は、課税通報を行うに当たり、税務当局と連携し、課税通報の円滑化を図ることとされ、警視庁、北海道警察本部及び各管区警察局の連絡窓口担当者は、税務当局との連携全般について継続的に協議等を行うため、関係府県警察と十分に協議の上、対応する税務当局との課税措置連絡会議を少なくとも年1回開催すること。また、課税措置連絡会議には、特に税務当局と連携を密にすべき部門の連絡担当者等についても積極的に参加させることが求められている。
あくまでも制度であって、通報は発見した当局側の任意判断であるが、「犯罪による収益の移転防止に関する法律」などの制定により、捜査・取締を担う当局も課税通報を積極的に運用している。警察の場合、「犯罪収益対策推進要綱」を制定するなどして、適正円滑な課税通報を推進している。
1964年には警察庁が各都道府県警に対して暴力団の資金源をたたくための脱税捜査の摘発に全力をあげるよう指示している。また、1965年頃から警察庁と国税庁とが協力して暴力団に対する課税強化作戦が行われてきた。暴力団の上納金の原資は、みかじめ料などの違法な行為から得られた収益であるが、違法な利得であっても申告義務があり、税務署も暴力団の違法所得に課税している。多くの場合は、警察からの違法所得の課税通報に基づいて行われている。警察では、暴力団捜査の有効な手段として課税による収益の剥奪を位置づけ、1973年から課税通報制度を運用し、税務署に対して課税を促している。